# 10世纪
| 千纪： | 前1千纪 \| 1千纪 \| 2千纪                                                                                  |
| 世纪： | 7世纪 \| 8世纪 \| 9世纪 \| 10世纪 \| 11世纪 \| 12世纪 \| 13世纪                                            |
| 年代： | 900年代 \| 910年代 \| 920年代 \| 930年代 \| 940年代 \| 950年代 \| 960年代 \| 970年代 \| 980年代 \| 990年代 |

901年1月1日至1000年12月31日的这一段期间被称为10世纪。

## 重要事件、发展与成就
- 瑪雅文明古典期宣告結束，進入後古典期。
- 科学技术
- 战争与政治

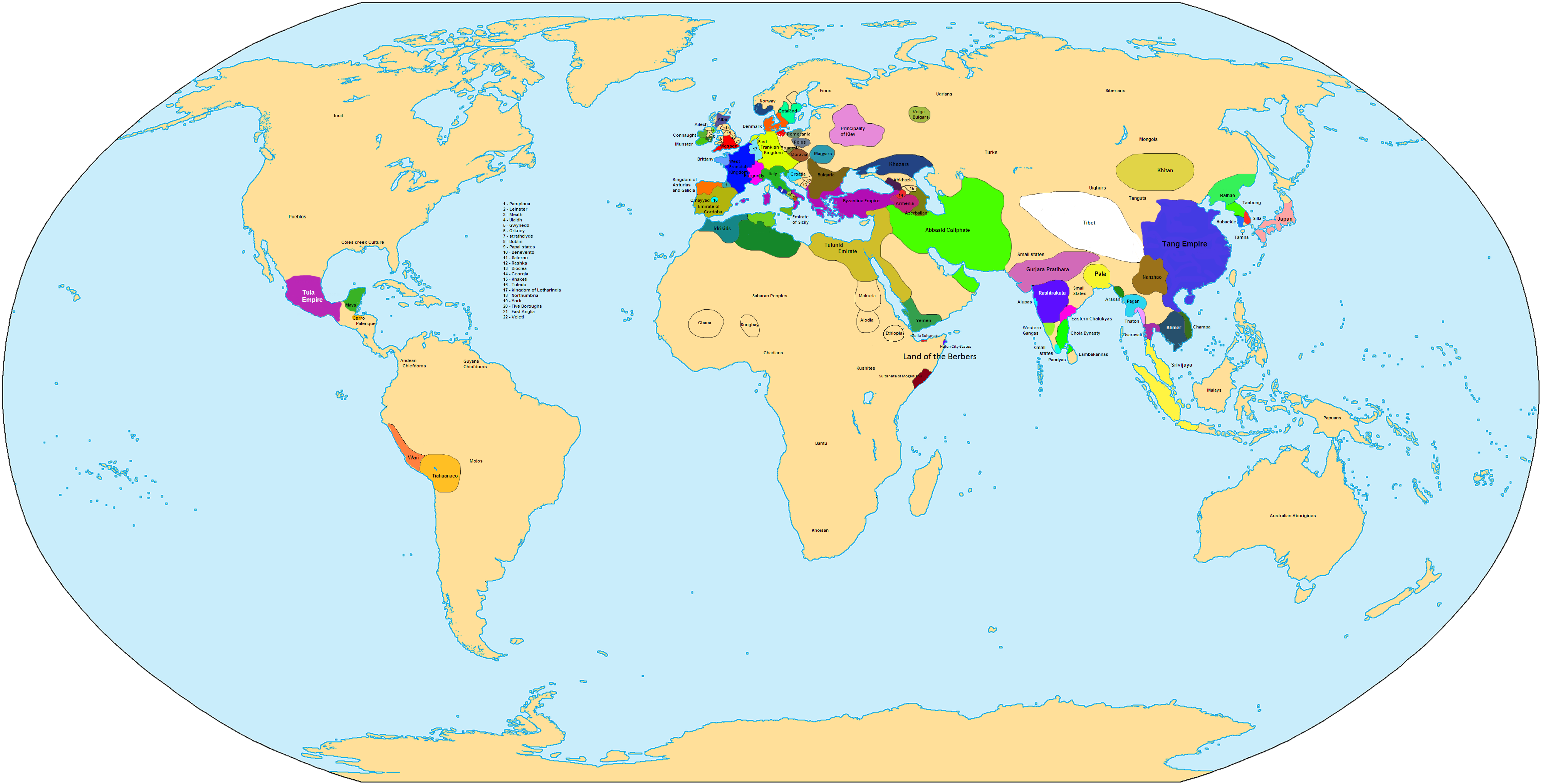
900年的世界

  - 中國唐朝天祐四年（907年），朱全忠逼唐哀帝李柷禪位。唐朝滅亡。
  - 909年，法蒂瑪王朝建立。
  - 916年，遼國（契丹）建立。
  - 926年，渤海滅亡。
  - 935年日本（平安時代）爆發承平•天慶之亂。
  - 936年高麗統一朝鮮半島。
  - 960年，中国后周朝军官赵匡胤，在陈桥兵变中篡夺政权，建立宋朝。
  - 962年神聖羅馬帝國的建立，德意志國王、薩克森王朝的奧托一世在羅馬由教宗約翰十二世加冕稱帝（962年－973年在位），成為羅馬的監護人和羅馬天主教世界的最高統治者。
  - 969年法蒂玛王朝征服阿拉伯帝国统治下的埃及，973年迁都开罗。
  - 987年雨果·卡佩創立起卡佩王朝（987年～1328年）。
  - 10世紀末期馬雅文明的主要大城蒂卡爾因不明原因而沒落。
  - 波列斯瓦夫父親統一了奧得河與布格河之間的斯拉夫人部落。
- 公元10世纪的天灾人祸

- 文化娱乐

- 社會與經濟

- 疾病与医学

- 环境与自然资源

- 宗教與哲學